# San José (sopka)
San José je neaktivní stratovulkán nacházející se ve východní části Argentiny na hranicích s Chile, v provincii Mendoza, asi 130 km jihozápadně od hlavního města provincie. Vrchol sopky je tvořen několika překrývajícími se krátery, sypaný kužel a bloky lávové proudů. v 19. a 20. století bylo zaznamenáno několik slabších freatomagmatických erupcí, poslední v roce 1960.